# Victoria (2016)
Victoria is een Franse film uit 2016, geschreven en geregisseerd door Justine Triet. De film ging op 12 mei in première op het filmfestival van Cannes in de sectie Semaine de la critique.

## Verhaal
Victoria Spick is een jonge advocate en alleenstaande moeder van twee kinderen. Tijdens een bruiloft ontmoet ze Vincent, die er later van beschuldigd wordt zijn vriendin aangevallen te hebben met een mes. Vincent vraagt Victoria om hem te verdedigen waar ze uiteindelijk na veel twijfels mee instemt. Omdat ze het zo druk heeft, huurt ze als oppas voor haar dochters Sam in, een voormalige drugsdealer die ze ooit verdedigd heeft. Ze ontdekt dat haar ex, die het beroep van schrijver ambieert, op het internet het verhaal van hun relatie gepubliceerd heeft en waarbij hij al het kwade vervloekt. Victoria bevindt zich op de rand van een crisis, zowel professioneel als emotioneel.

## Rolverdeling
| Acteur             | Personage      |
| ------------------ | -------------- |
| Virginie Efira     | Victoria Spick |
| Vincent Lacoste    | Sam            |
| Melvil Poupaud     | Vincent        |
| Laurent Poitrenaux | David          |
| Laure Calamy       | Christelle     |
| Sophie Fillières   | Sophie         |
| Alice Daquet       | Eve            |

## Productie
De filmopnamen gingen van start begin juli 2015 in Parijs en er werd ook gefilmd in de studio's in Bry-sur-Marne en in augustus in de Préfecture des Hauts-de-Seine in Nanterre. De film werd in 2017 genomineerd voor 5 Césars.

## Prijzen en nominaties
De belangrijkste:
| Jaar | Prijs         | Categorie                  | Genomineerde(n) | Uitslag     |
| ---- | ------------- | -------------------------- | --------------- | ----------- |
| 2017 | César         | Beste film                 | Beste film      | Genomineerd |
| 2017 | César         | Beste actrice              | Virginie Efira  | Genomineerd |
| 2017 | César         | Beste acteur in een bijrol | Vincent Lacoste | Genomineerd |
| 2017 | César         | Beste acteur in een bijrol | Melvil Poupaud  | Genomineerd |
| 2017 | César         | Beste origineel script     | Justine Triet   | Genomineerd |
| 2017 | Prix Lumières | Beste actrice              | Virginie Efira  | Genomineerd |